# Teodozjusz Łazowski
Teodozjusz Łazowski (zm. prawdopodobnie 1588) – prawosławny biskup I Rzeczypospolitej.

## Życiorys
W latach 1553–1565 był prawosławnym biskupem chełmskim. W 1567, po śmierci metropolity Sylwestra, był typowany do objęcia po nim katedry i jego początkowo król polski nominował, zgodnie z panującym zwyczajem, na nowego metropolitę. W 1568 z nieznanych powodów decyzja ta została zmieniona i metropolitą kijowskim został Jonasz Protasewicz-Ostrowski. Teodozjusz został w tej sytuacji arcybiskupem włodzimiersko-brzeskim. Sprawował urząd do 1588.